# Освалд Винер
Освалд Винер (на немски: Oswald Wiener) е австрийски писател, кибернетик, езиковед и философ.

## Биография
Роден е на 5 октомври 1935 година във Виена, Австрия. В началото на 50-те години следва в родния си град право, музикознание, африкански езици и математика. Успоредно с дейността си като автор в рамките на Виенската група, от 1954 до 1959 Винер се изявява като професионален джазмузикант (тромпет).
На 7 юни 1968 участва в акцията „Изкуство и революция“ във Виенския университет – един от върховете на Студентското движение от 1968 година в Австрия. Заради това е осъден на шест месеца затвор. След бягството си от Виена през 1969 г. – в Австрия го заплашва съдебен процес за богохулство – Винер работи до 1986 като съдържател на гостилница „Екзил“ в Берлин. В Техническия университет на Берлин следва от 1980 до 1985 г. математика и информатика. Това е времето, когато се оформя стремежът на Освал Винер да постигне синтез между когнитивната наука и художествено-философската литература. Както сам тай казва, „опитва се да приложи природонаучния начин на мислене върху философията“. От 1992 до 2004 г. Винер е професор по естетика в Дюселдорфската художествена академия.
Освалд Винер често е обозначаван като теоретичния „мозък“ на Виенската група (1954 – 1964). Днес Винер живее в Доусон (Юкон), Канада.

## Награди и отличия
- 1987: „Литературна награда на Виена“
- 1989: „Голяма австрийска държавна награда за литература“
- 1993: „Награда Франц Грилпарцер“
- 1995: Ehrendoktor der Universität Klagenfurt
- 2006: „Награда „манускрипте“[2]
- 2015: Award for Research in Artistic Technology